# Leon Gomolicki
Leon Gomolicki, właśc. Lew Nikołajewicz Gomolicki (ur. 27 sierpnia 1903 w Sankt Petersburgu, zm. 22 grudnia 1988 w Łodzi) – polski poeta, prozaik, krytyk i historyk literatury oraz grafik. Wywodził się ze zrusyfikowanej polskiej rodziny. Uczestnik szeregu kół i stowarzyszeń literackich, sekretarz Związku Pisarzy i Dziennikarzy Rosyjskich w Polsce. Jako historyk literatury zajmował się głównie polską i rosyjską literaturą romantyczną (m.in. Puszkin, Mickiewicz).

## Życiorys

### Lata przedwojenne
Urodzony w Petersburgu, w młodości (lata 1915–24) mieszkał na Wołyniu, a od 1931 w Warszawie, gdzie studiował w Wyższej Szkole Zdobniczej, a także działał w środowisku rosyjskiej emigracji. W pierwszym okresie tworzył w języku rosyjskim. Publikował od 1921 roku. Tomiki poezji z tego okresu: Миниатюры (Warszawa 1921), Дуновение (Warszawa 1932), Цветник. Дом (Tallinn 1936), Притчи (Warszawa 1938). Jego poezje wysoko cenił m.in. Julian Tuwim, który część z nich przetłumaczył na język polski. Inne utwory Gomolickiego w języku rosyjskim: Об основах русской культуры. Достоевский и Толстой (Preszów 1928), Арион (o emigracyjnej poezji rosyjskiej, Paryż 1939), poemat Варшава (Warszawa 1934) oraz Эмигрантская поэма (Tallinn 1936). Ballada Ода смерти (Warszawa 1937).
W 1931 roku otrzymał I nagrodę w konkursie literackim organizowanym przez Związek Pisarzy i Dziennikarzy Rosyjskich w Polsce za zbiór opowiadań Ночные встречи (publikowane w piśmie "Молва"). Współpracował z licznymi gazetami i czasopismami emigracyjnymi ("Меч", "За Свободу", "Новь", "Содружества", "Сполохи" i innych, w tym również polskich). Jego poezje publikowane były w antologiach poezji rosyjskiej w Polsce (Антология русской поэзии в Польше, Сборникe русских поэтов в Польше) oraz w almanachach (якорь, Священная лира, Новь).

### Po wojnie
Od 1945 mieszkał w Łodzi. Od 1946 roku należał do PPR, a od 1948 – do PZPR. W latach 1948–1962 wykładał na Uniwersytecie Łódzkim, w Wyższej Szkole Aktorskiej w Łodzi w latach 1951–1952 i UW w latach 1949–1950. Był także długoletnim redaktorem w Wydawnictwie Łódzkim. W 1957 roku zadebiutował jako poeta w języku polskim tomikiem pt. Czas spopielały. Później tworzył wyłącznie prozę, m.in. powieści z elementami autobiograficznymi (Ucieczka, 1959; Uprowadzenie Baucis, 1960; Owoc z grynszpanem, 1965 i in.).

## Miejsce pochówku
Jest pochowany na cmentarzu komunalnym na Dołach w Łodzi (kwatera X, rząd 24, grób 17).

## Twórczość
W jego twórczości literackiej można spotkać wątki autobiograficzne, połączone z refleksją psychologiczno-moralną i historiozoficzną, nieraz bliską katastroficznej wizji kultury i cywilizacji. Jego proza ma nieraz symboliczno-metaforyczny charakter poprzez odwołania do kultury antycznej, biblijnej, dalekowschodniej i słowiańskiej. Pisarz posługiwał się także takimi środkami stylistycznymi jak komentarz autotematyczny, inwersja czasowa, monolog wewnętrzny czy pastisz.

### Szkice literackie
- Об основах русской культуры. Достоевский и Толстой (Podstawy rosyjskiej kultury. Dostojewski i Tołstoj), 1928;
- Арион (Arion: o emigracyjnej poezji rosyjskiej), 1939;
- Dziennik pobytu Adama Mickiewicza w Rosji 1824–1829, 1949;
- Aleksander Puszkin, 1949;
- Mickiewicz wśród Rosjan, 1950;
- Aleksander Puszkin, 1953;
- Wielki realista Aleksander Puszkin, 1954;
- Przygoda archiwalna, 1976;
- Autobiogram, 1989.

### Poezja
- Миниатюры (Miniatury), 1921;
- Дуновение (Oddech), 1932;
- Варшава (Warszawa), 1934;
- Цветник. Дом (Ogród. Dom), 1936;
- Ёмигрантская поэма(Poemat emigracyjny), 1936;
- Ода смерти (Oda do śmierci), 1937;
- Притчи (Alegorie) 1938,
- Czas spopielały, 1957.

### Proza

#### Opowiadania
- Ночные встречи (Noc spotkania, opublikowane w piśmie "Молва"), 1931;
- Wieczory nad Łódką, 1959;
- Róża i Walkiria czyli w dorzeczu Fabulistej, 1982;
- Odwiedziny Galileusza, 1986.

#### Powieści
- Ucieczka, 1959;
- Uprowadzenie Baucis, 1960;
- Białe runo, 1962;
- Wyłączenie, 1962;
- Czasobranie, 1963 (1970 zmienione wyd. pt. Miasto i Julia);

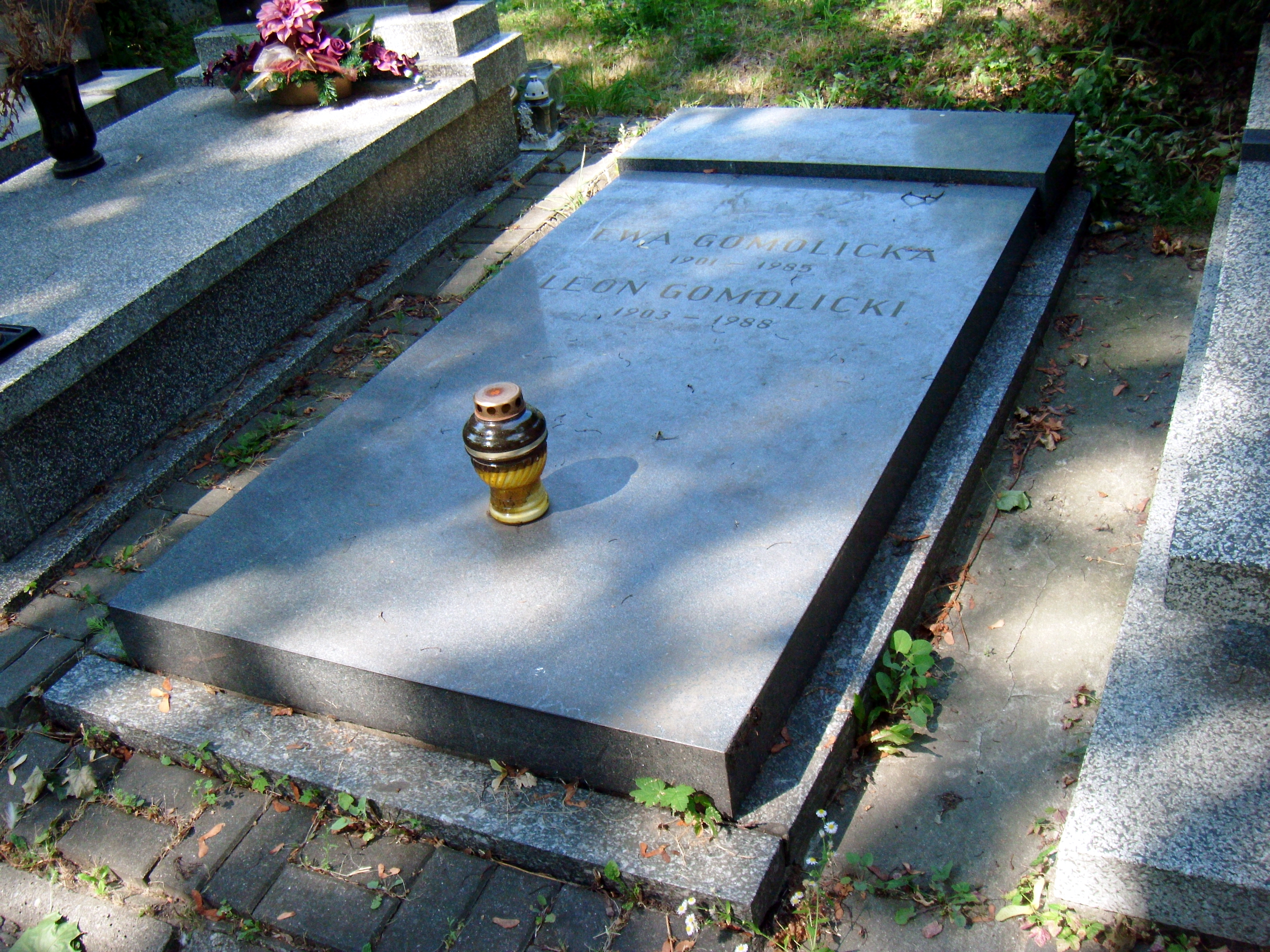
Nagrobek Leona Gomolickiego na cmentarzu komunalnym Doły w Łodzi.

- Kiermasz, 1964;
- Owoc z grynszpanem, 1965;
- Wyprawa na Patmos, 1966;
- Wydarzenie, 1968;
- Dzikie muzy, 1968;
- Arka, 1970;
- Komiks psychologiczny, 1972;
- Erotyk, 1974;
- Taniec Eurynome, 1976;
- Horoskop, 1981;
- Terapia przestrzenna, 1983;
- Wywiad z Gustawem, 1990.